# Ivan VI. Ruski
Ivan VI. Antonovič (rusko: Иван Антонович), ruski car, *  23. avgust (12. avgust, ruski koledar) 1740, Sankt Peterburg, † 16. julij (5. julij) 1764, trdnjava Šlisselburg.
Ivanov oče je bil vojvoda Anton Ulrich Braunschweisko-Wolfenbüttelski iz dinastije in njegova mati Ana Leopoldovna, hčerka mecklenburške vojvodinje Katarine Ivanovne, sestre carice Ane Ivanovne. Ta je pred svojo smrtjo dvomesečnega Ivana imenovala za svojega naslednika na položaju ruskega carja.
Ana Leopoldovna je bila na dvoru nepriljubljena zaradi svojih nemških svetovalcev, kar je Elizabeti Petrovni, hčerki Petra Velikega in Katarine I., omogočilo, da je z nekrvavim vojaškim udarom prevzela oblast.
Ivan je bil ruski car od novembra 1740 do novembra 1741. Vse ostalo življenje je preživel zaprt v trdnjavi Šlisselburg na otoku pri iztoku Neve iz Ladoškega jezera. Prizadet zaradi osamljenosti in ponižanj je bil umsko slabo razvit in preplašen. 
S prihodom Katarine II. na položaj ruske carice (julij 1762) so se začeli za Ivana zanimati Katarinini sovražniki. Kot najbolj direktnemu dediču carske rodbine Romanov, je bila po pravilih dedovanja njegova pravica do krone nesporna. Katarina je okrepila stražo v zaporu in ukazala, naj stražarji ujetnika ubijejo, če bi prišlo do poskusa osvoboditve.
Oktobra 1762 je bila odkrita zarota, v kateri je sodelovalo nad 70 oficirjev dvorne garde, ki so imeli za cilj osvoboditev carjeviča. Zarotnike so poslali v oddaljene garnizone.
V noči na 16. (5.) julij 1764 je poročnik Vasiliju Miroviču poskušal bivšega carja osvoboditi; uspel je priti do njegove celice, tam pa je našel mrtvega. Stražarji so izvršili caričin ukaz.